# Polyprion
Polyprion, rod velikih morskih riba iz porodice dubokih kirnji (Polyprionidae), red grgečke (Perciformes) koji nastanjuje Atlantski (s Mediteranom), Indijski i Tihi ocean. Ovaj rod nalik je kirnjama iz porodice Vučica (Serranidae) ali se morfološki razlikuju, i žive u oceanima na dubinama preko 800 metara, a po hrvatskim informacijama i preko 2000 metara.
U Jadranu je prisutna vsta P. americanus (južni Jadran) koja voli kamenita dna gdje može narasti do 150 cm i težiti do 70 kg, no najveći primjerak ovog roda imao je 210 cm dužine, a najteži 100 kilograma težine. Najveće izmjereni primjerak vrste P. oxygeneios bio je dugačak 160 cm a najteži je imao 100.0 kg.
Riba koja se krije iza imena Polyprion yanezi de Buen, 1959 sinonim je za P. oxygeneios